# Sane Żaleh
Sane Żaleh (pers. صانع ژاله; ur. 1985 w Pawe, zm. 14 lutego 2011 w Teheranie) urodzony w Iranie w mieście Paweh (pers. پاوه) został zamordowany 14 lutego 2011 w Teheranie. Był studentem Uniwersytetu Sztuki w Teheranie (kierunek Kino i Teatr) oraz sunnitą kurdyjskiego pochodzenia. Wraz z innym studentem został postrzelony podczas protestów ulicznych. Po jego śmierci zarówno władza irańska jak i opozycja twierdziła, że Żale manifestował po ich stronie.
Koledzy i rodzina zaprzeczali, iż był on zwolennikiem władzy. Według źródeł opozycji, był on członkiem sztabu wyborczego Mir-Hosejn Musawi podczas wyborów prezydenckich w roku 2009. Podejrzenia o sfałszowanie wyników wyborów spowodowało wówczas gwałtowne protesty w całym Iranie.
Później podane informacje potwierdziły, że Sane Żaleh był autorem wielu prac w opozycyjnym periodyku Azema. Grał on w filmie Cegła w Ścianie, ocenzurowany i niedopuszczony do publicznej ekranizacji przez władzę.
Po jego śmierci rządowe media w Iranie podały, iż został zabity przez Modżahedinów Ludowych. Agencja prasowa Fars należąca do korpusu gwardii rewolucyjnej opublikowała zdjęcie jego kartę członkowską w siłach Basidż. W odpowiedzi opozycja opublikowała jego twórczość oraz zdjęcia, m.in. pokazujące Sane Żaleh obok ajatollaha Hossein-Ali Montazeri, głównego przeciwnika władzy wśród duchownych.
Władza zorganizowała jego ceremonię pogrzebową i podała, iż był męczennikiem oddającym życie za Islamską Republikę. Jednak jego brat w rozmowie z Radiem Głosu Ameryki zaprzeczył, iż Sane był działaczem Basidż i powiedział, że jego kuzyn -aktywny członek Basidż, dzień przed jego śmiercią prosił rodzinie o jego aktualne zdjęcia. Po tym wywiadzie brat Sane został aresztowany.
Dla wielu Irańczyków historia Sane Żaleh, stała się symbolem nowej gry politycznej stworzonej do tłumienia ruchu demokratycznego, gdzie zabójca odgrywa rolę poszkodowanego i w dodatku wykorzystuje sprawę jako element propagandowy przeciw opozycji.